# 2,4,6-三氯苯胺
2,4,6-三氯苯胺是一种有机化合物，化学式为C6H4Cl3N。苯胺和盐酸反应得到苯胺盐酸盐，将其溶于氯苯进行氯化，水解可得2,4,6-三氯苯胺。早期国内厂家也用冰乙酸为溶剂来制备它，但收率及纯度较低，且溶剂回收难度大。
2,4,6-三氯苯胺进行重氮化反应，可以制得2,4,6-三氯苯肼。它也可以在乙酸中和乙酸酐-发烟硝酸体系反应，碱处理后酸化，得到N-硝基-2,4,6-三氯苯胺。